# Відбиток спор

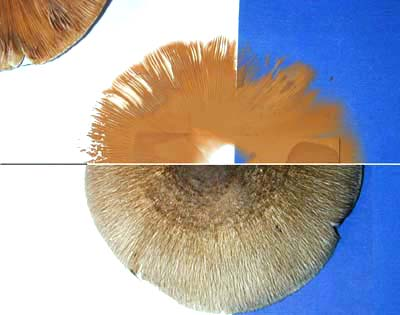
Відбиток спор гриба Volvariella volvacea показаний на білому і темному папері разом із шапкою гриба, що знімається черезr 24 години, залишаючи по собі відбиток розуватого тону.

Відбиток спор це порошкоподібна речовина, яку можна отримати з плодового тіла гриба, і яка містить спори, що зазвичай падають на поверхню під ним. Це одна із важливих характеристик гриба, що дозволяють ідентифікувати види грибів і описується в довідниках. Аналізуючи цю масу можна побачити відтінки кольорів спор гриба.

## Метод
Відбиток спор здійснюється шляхом розміщення пласкої поверхні гриба, в якій утворюються спори, на лист паперу з темною і світлою частинами, або на лист із прозорого жорсткого пластику, який дозволяє розміщувати отриманий відбиток над темним або світлим фоном для кращого контрасту; наприклад, буле легше визначити чи відбиток спор є чисто білим, або, навпаки має дуже слабку пігментацію. Гриб розміщений таким чином залишають на декілька годин, часто на ніч. В деяких керівництвах рекомендують використовувати водонепроникне накриття, як склянку або банку, для того, щоб помістити туди гриб під час отримання відбитку. Після того, як гриб буде забраний, на поверхні повинно залишитися видимим колір спор у вигляді відбитку. Мікологи для цього також використовують скло, аби потім розглядати спори під мікроскопом. 